# Осиновка (верхний приток Вятки)
Осиновка — река в России, протекает в Омутнинском районе Кировской области. Устье реки находится в 1213 км по правому берегу реки Вятки. Длина реки составляет 15 км.
Исток реки на Верхнекамской возвышенности в 32 км к северо-востоку от города Омутнинск. Река течёт на северо-запад, затем на юго-запад. Приток — Мишинка (левый). Верховья проходят по ненаселённому лесу, впадает в Вятку у села Красноглинье (Белозерское сельское поселение).

## Данные водного реестра
По данным государственного водного реестра России относится к Камскому бассейновому округу, водохозяйственный участок реки — Вятка от истока до города Киров, без реки Чепца, речной подбассейн реки — Вятка. Речной бассейн реки — Кама.
По данным геоинформационной системы водохозяйственного районирования территории РФ, подготовленной Федеральным агентством водных ресурсов:
- Код водного объекта в государственном водном реестре — 10010300212111100030016
- Код по гидрологической изученности (ГИ) — 111103001
- Код бассейна — 10.01.03.002
- Номер тома по ГИ — 11
- Выпуск по ГИ — 1